# Norman Schenz
Norman Schenz (ur. 1977 w Wiedniu) – austriacki dziennikarz, prezenter radiowy i telewizyjny o austriacko-polskich korzeniach. Był dyrektorem programowym stacji radiowej Antenne Wien, członkiem założycielem gazety „Österreich”, a od 2011 r. Szefem działu i jednym z głównych reporterów Kronen Zeitung.
Jego obszar odpowiedzialności to międzynarodowi i europejscy VIP-y, zwłaszcza celebryci i najwyższa szlachta w Austrii i regionie Europy Środkowej między Hamburgiem a północnymi Włochami. Wiele jego kontaktów dotyczy obszaru między kulturą, sportem i społeczeństwem. Schenz jest uważany za jednego z najlepiej poinformowanych ludzi w społeczeństwie Europy Środkowej.
Jego ojcem był słynny austriacki dziennikarz Marco Schenz, autor wielu książek, takich jak „Prezydent Federalny Rudolf Kirchschläger” i „My Romy” (o Romy Schneider).